# Tijdbalk
Een tijdbalk of een tijdlijn is een visuele weergave van een chronologische opvolging van gebeurtenissen of perioden. Het schema heeft de vorm van een balk en bezit tijdsaanduidingen met een inschrift of een bijschrift. De tijdbalk heeft een duidelijke schaalverdeling. De gebeurtenissen en perioden kunnen zowel in de geschiedenis als in de toekomst liggen.
Voorbeeld van een tijdlijn: de keizers van de Drie Koninkrijken van China

## Tijdlijnen in sociale media
In sociale media zoals blogs, Facebook en Twitter wordt de informatie op iemands persoonlijke pagina veelal chronologisch weergegeven. Daardoor ontstaat als vanzelf een tijdbalk, die dan ook wordt aangeduid als timeline (Engels) of tijdlijn. Bij Facebook staan de statusupdates, de nieuwste statussen bovenaan, maar bij reacties geldt een dergelijke chronologie niet: daar geldt in hoofdzaak een omgekeerde chronologie. Omdat men ook kan reageren op oude statussen en reacties kan het tijdlijnachtige effect volledig verdwijnen. Bij threads in nieuwsgroepen en internetforums geldt, dat ze binnen een bepaald onderwerp chronologisch staan, met de nieuwste bovenaan. Op sommige forums staan de nieuwste reacties binnen een thread bovenaan en op sommige de oudste.

## Zelf een tijdlijn maken
Tips voor het zelf maken van een tijdlijn zijn te vinden op https://nl.wikihow.com/Een-tijdlijn-maken

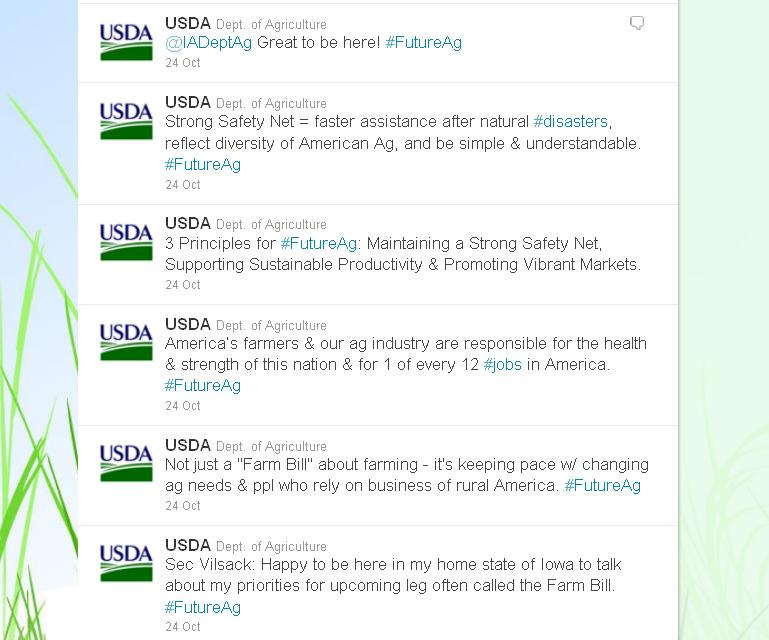
Een tijdlijn op Twitter

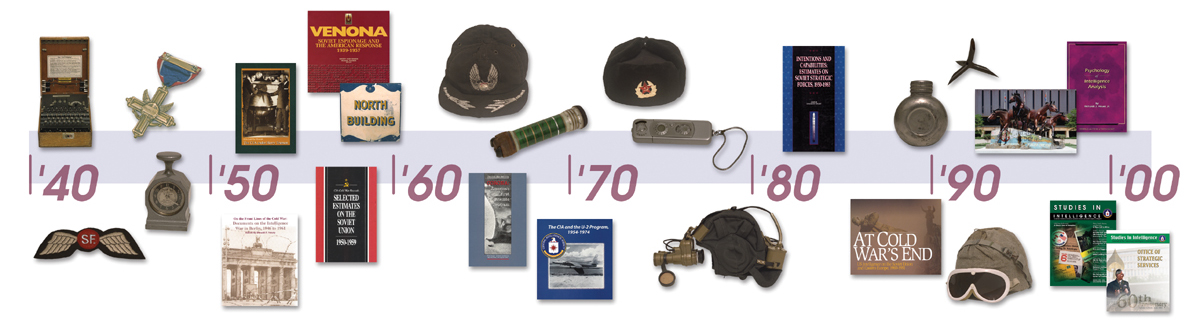
Tijdbalk voor het centrum van de studie naar spionage, Central Intelligence Agency